# Jerzy z Wierzbna
Jerzy z Wierzbna, także Jerzy z Wierzbnej (zm. 1506) – przedstawiciel rodu panów z Wierzbnej, starosta prudnicki (1484–1502), przedstawiciel szlachty księstwa opolskiego, związany politycznie z księciem Janem II Dobrym.

## Życiorys
Pochodził z rodu panów z Wierzbnej. 31 lipca 1481 książęta opolscy Jan II Dobry i Mikołaj II niemodliński sprzedali Jerzemu z Wierzbna wójtostwo w Prudniku. 22 października tego samego roku Kunze Elsterberg zaproponował Jerzemu sprzedaż majątku Krzyżkowice.
Był pierwszym starostą prudnickim z nadania książąt Jana Dobrego i Mikołaja II. Jako starosta prudnicki Jerzy z Wierzbna został odnotowany w akcie z 16 maja 1484. 5 listopada 1489 Konrad z Łagowa i Hanusz Łagowski sprzedali Jerzemu z Wierzbna 5 i pół łana ziemi w Skrzypcu, pół łana w Lubrzy i 2 łany w Dytmarowie.
Jerzy wchodził w skład otoczenia politycznego Jana Dobrego, często świadkował w wystawianych przez niego dokumentach. 20 maja 1494 Jerzy z Wierzbna wystąpił jako świadek w oświadczeniu księżnej Magdaleny opolskiej o zobowiązaniu się do spłaty długu Mikołajowi II.
Jerzy pełnił urząd starosty prudnickiego do 21 września 1502, kiedy to książę Jan przekazał zamek w Prudniku Wiktorynowi Honbickiemu. Urząd wójta prudnickiego pełnił dożywotnio. Według Augustina Weltzla, Jerzy zmarł w 1506.